# William Wyler
William Wyler (Mülhausen, avui França, llavors Imperi alemany, 1 de juliol de 1902 - Los Angeles, Califòrnia, 27 de juliol de 1981) va ser un prolífic director de cinema, guionista i productor estatunidenc, tres vegades guanyador de l'Oscar al millor director. Era conegut per realitzar desenes de preses de cadascuna de les escenes de les seves pel·lícules, i per exigir control sobre la història, les localitzacions i el personal de cada producció; la seva naturalesa meticulosa i la seva atenció al detall van ser efectius, car va assolir tant l'èxit popular com el de la crítica.
Entre les obres més rellevants destaquen Ben-Hur (1959), Els millors anys de la nostra vida (The Best Years of Our Lives, 1946) i Mrs. Miniver (1942), amb les que va guanyar els premis Oscar al millor director, així com a la millor pel·lícula, sent l'únic director que fins al 2019 ha guanyat tres Oscar a la millor pel·lícula. La primera nominació fou per a Desengany, el 1936, i la seva carrera va ser d'una activitat continuada d'un grandíssim nivell.:24
Sobre ell, com a gran director, Bette Davis va dir que "havia conegut tots els horrors d'actuar sense direcció i sota una mala direcció. Quan treballà amb ella a Jezebel va saber què era un gran director i el què podia significar per a una actriu." I va afegir que "sempre li estaria agraïda per la seva duresa i la seva genialitat".:162

## Biografia

### Primers anys
Wyler va néixer amb el nom de Wilhelm Weiller en una família jueva de Mülhausen,:1220 a la regió francesa d'Alsàcia (en aquell temps, part de l'Imperi alemany).:3 En la seva infància va assistir a diverses escoles on es va guanyar la reputació d'un dimoniet, un nen difícil, i va ser expulsat més d'una vegada per mala conducta.:1222 Es va educar a Lausana (Suïssa), i després va estudiar violí en el Conservatori de París. Estava emparentat amb Carl Laemmle, fundador dels estudis Universal Pictures, per part de la seva mare, cosina de Laemmle. De vegades, a casa seva, amb la seva família i els seus amics escenificaven obres com a aficionats, per a gaudir-ne.:1223
La família pensava que Wyler es faria càrrec de l'empresa familiar de merceria a Mulhouse, França. Però no li interessava aquesta feina; després de la Primera Guerra Mundial va passar un any treballant amb feines malpagades a París. Veient la situació, la seva mare va contactar amb el seu cosí llunyà, Carl Laemmle, propietari d'Universal Studios, per si podia oferir-li feina. El 1921, Laemmle el va contractar per treballar a Universal Studios, a Nova York. Després de treballar uns quants anys a Nova York on, fins i tot, va formar part de la New York Army National Guard, Wyler es va traslladar a Hollywood per començar a treballar en pel·lícules.:37 El 1923, Wyler va arribar a Los Angeles i va començar a fer feina a Universal Studios, netejant els escenaris i ajudant en la logística. Va arribar a va ser contractat com a segon assistent. Però la seva dedicació laboral era desigual, i sovint jugava a billar a l'altre costat de l'estudi o organitzava jocs de cartes durant l'horari laboral. Després de diferents alts i baixos (inclòs un acomiadament), Wyler va fer un canvi per convertir-se en director. Va començar com a tercer ajudant de direcció i el 1925 es va convertir en el director més jove d'Universal Universal Studios, dirigint westerns.

### Carrera com a director
Va dirigir la seva primera pel·lícula que no era un western fou Anybody Here Seen Kelly?, el 1928. Va tenir continuïtat en les seves primeres pel·lícules "part-talkie" –cinema mut amb moments sonors–: The Shakedown i The Love Trap; va demostrar que era molt capaç com a director. El 1928, es va convertir en ciutadà naturalitzat estatunidenc.:73 La seva primera pel·lícula sonora es realitzà el 1929; fou Hell's Heroes, rodada al desert de Mojave.
Aviat va demostrar que era un director molt competent, detallista, i molt valorat pels mateixos actors. A principis dels anys trenta es va convertir en un dels millors actius de la Universal, tot dirigint pel·lícules tan sòlides com ara The Love Trap (1929), Hell's Heroes (1930), Tom Brown of Culver (1932) i The Gay Deception (1935); tant dirigia drames (The Storm, A House Divided, Counsellor at Law) com comèdies (Her First Mate, The Good Fairy). Més tard, va ser contractat per Samuel Goldwyn i va dirigir pel·lícules de gran qualitat: These Three (1936), Rivals (1936), Desengany (1936), Carrer sense sortida (1937), Jezebel (1938), Cims borrascosos (1939).
Va ser en aquells anys que Wyler va iniciar la seva famosa col·laboració amb el cinematògraf Gregg Toland. Toland i Wyler van crear pràcticament l'estil de realització del cinema d'"enfocament profund" en el qual es podien veure múltiples capes d'acció o personatges en una escena; la seqüència més famosa va ser l'escena del bar de Els millors anys de la nostra vida. Toland va aprofitar el focus profund que va dominar amb Wyler quan va disparar a Orson Welles a Ciutadà Kane (1941).

### Dècada del 1940
La dècada del 1940 també s'inicià amb la direcció de grans pel·lícules –La carta (1940), El foraster (1940), i La lloba (1941)– i de reconeixement a actors i actrius que ell dirigí. Bette Davis va rebre tres nominacions a l'Oscar pel seu treball en pantalla sota la direcció de Wyler, la tercera amb La lloba. Havia guanyat el seu segon Oscar per la seva interpretació a la pel·lícula Jezebel (1938). El 1972 va dir a Merv Griffin que Wyler la havia format per ser una "actriu molt millor" de la que havia estat. L'any 1977, Bette Davis, durant el discurs per recollir el premi AFI Life Achievement li va repetir el seu reconeixement. De la mateixa manera, Laurence Olivier, que va rebre la seva primera nominació als Oscar amb Cims borrascosos (1939) sota la direcció de Wyler, en va dir: "Si algun actor té problemes en la seva carrera, si no pot dominar el mitjà i es pregunta si val la pena seguir, que resi per trobar a un home com William Wyler".:86
va ser la història d'una família anglesa de classe mitjana que s'adaptava a la guerra a Europa i al bombardeig a Londres.
Entre 1942 i 1945, Wyler va servir com a comandant en el cos aeri de l'exèrcit dels Estats Units i va dirigir el documental Memphis Belle: A Story of a Flying Fortress. També va dirigir dues pel·lícules per captar l'estat d'ànim de la nació a mesura que es preparava per a la batalla: Mrs. Miniver i Els millors anys de la nostra vida. Mrs. Miniver (1942) va ser el seu primer Oscar al millor director. Mrs. Miniver narra la història d'una família anglesa de classe mitjana que s'adapta a la guerra a Europa i al bombardeig (The Blitz) sobre Londres. Va ajudar a preparar el públic nord-americà a la vida en temps de guerra (i va galvanitzar el suport als britànics). Els millors anys de la nostra vida (1946) conta la història de tres veterans que arribaven a casa i s'adaptaven a la vida civil, dramatitzant els problemes dels veterans que regressaven amb qui havien quedat en la rereguarda. Wyler va assolir amb ambdues pel·lícules tant el premi de l'acadèmia al millor director com el premi a la millor pel·lícula.
El 1949 Wyler va dirigir The Heiress, que va permetre que Olivia de Havilland guanyés el seu segon Oscar i va obtenir Oscars addicionals per a la millor direcció, al millor disseny de vestuari i a la millor música. Alguns consideren que la pel·lícula és un element destacat de la seva carrera; segons un crític, "podria causar enveja fins i tot en les actrius més versàtils i de més èxit".

### Dècada del 1950
Durant els anys cinquanta Wyler va dirigir tot un seguit de pel·lícules aclamades per la crítica. El 1951, Wyler va produir i dirigir Kirk Douglas i Eleanor Parker a Detective Story, retratant un dia a la vida de les diverses persones en un grup de detectius. Lee Grant i Joseph Wiseman van debutar a la pel·lícula, que va ser nominada a quatre premis Oscar, inclòs un per a Grant. El crític Bosley Crowther va lloar la pel·lícula, descrivint-la com "una pel·lícula absorbent i ràpida del productor-director William Wyler, amb l'ajuda d'un repartiment fi i sensible".
Carrie es va estrenar el 1952 amb Jennifer Jones i Laurence Olivier. Carrie va rebre dues nominacions als Oscar pel al millor vestuari i a la millor direcció artística. Alguns crítics afirmen que és una de les millors pel·lícules d'Olivier però, a causa de la temàtica passada de moda, la pel·lícula va ser poc apreciada.:128 Per a Michael Billington, Laurence Olivier hauria d'haver guanyat un Oscar per la seva inoblidable actuació a Carrie.:137
Amb Vacances a Roma (1953), va presentar Audrey Hepburn al públic nord-americà i li aconseguir el seu primer Oscar. La pel·lícula va tenir un èxit instantani, guanyant també un Oscar al millor vestuari (Edith Head) i al millor guió (Dalton Trumbo). Hepburn acabaria fent tres pel·lícules amb Wyler.
Dues altres gran pel·lícules foren The Heiress, amb la que Olivia de Havilland va guanyar el seu segon Oscar i Ben Hur, amb la qual va aconseguir tots els Oscar de l'edició de 1959. Wyler va guanyar el seu tercer Oscar al millor director i Charlton Heston el seu primer i únic Oscar al millor actor. Heston recordava en la seva autobiografia que inicialment tenia dubtes sobre acceptar el paper; però el seu agent li va dir: "No saps que els actors participen amb Wyler sense ni tan sols llegir el maleït guió? T'ho dic, has de fer aquesta pel·lícula".

### Darrers anys
El 1965, Wyler va obtenir el Premi Irving G. Thalberg als assoliments de tota la seva carrera. Onze anys més tard, va rebre el premi a tota la seva trajectòria per part de l'American Film Institute. A més dels premis de l'Acadèmia que va aconseguir, deu de les seves pel·lícules van ser nominades a la millor pel·lícula. Va rebre dotze nominacions com a millor director, i el va guanyar tres vegades, mentre que tres dotzenes dels seus actors van guanyar el premi o hi van ser nominats.
El 1968 va dirigir Barbra Streisand en la seva primera pel·lícula com a protagonista, Funny Girl, amb Omar Sharif, que es va convertir en un enorme èxit financer i va rebre vuit nominacions als Oscar. Streisand va guanyar l'Oscar a la millor actriu, convertint-se en el tretzè actor o actriu en guanyar un Oscar sota la direcció de Wyler.:385
La darrera pel·lícula que va dirigir Wyler va ser No es compra el silenci, el 1970. La major part dels directors de cinema més famosos tenen el seu propi estil particular, però Wyler, com Michael Curtiz, no el va tenir. No va construir un conjunt d'intèrprets a l'estil de Capra, Sturges o Ford. Va dirigir pel·lícules de tota classe, sense cap tema que fóra la seva marca personal. Però, les seves pel·lícules estaven sempre ben fetes i resultaven belles.
El 24 de juliol de 1981, Wyler va ser entrevistat al costat de la seva filla, la productora Catherine Wyler per a Dirigida per William Wyler, un documental de PBS sobre la seva vida i la seva carrera. Tan sols tres dies més tard, Wyler va morir d'un atac de cor. Les últimes paraules de Wyler en la pel·lícula es referien a una visió de direcció de la seva «pròxima pel·lícula... Going Home (Retorn a la llar)». Wyler està enterrat en el cementiri de Forest Lawn Memorial Park a Glendale (Califòrnia).

## Filmografia com a director
| - The Crook Buster (1925) - The Gunless Bad Man (1926) - Ridin' for Love (1926) - The Fire Barrier (1926) - Don't Shoot (1926) - The Pinnacle Rider (1926) - Martin of the Mounted (1926) - Lazy Lightning (1926) - The Stolen Ranch (1926) - The Two Fister (1927) - Kelcy Gets His Man (1927) - Tenderfoot Courage (1927) - The Silent Partner (1927) - Blazing Days (1927) - Shooting Straight (1927) - Galloping Justice (1927) - The Haunted Homestead (1927) - Hard Fists (1927) - The Lone Star (1927) - The Home Trail (1927) - Gun Justice (1927) - The Phantom Outlaw (1927) - The Square Shooter (1927) | - The Horse Trader (1927) - Daze of the West (1927) - The Border Cavalier (1927) - Desert Dust (1927) - Thunder Riders (1928) - Anybody Here Seen Kelly? (1928) - The Shakedown (1929) - The Love Trap (1929) - Hell's Heroes (1930) - The Storm (1930) - A House Divided (1931) - Tom Brown of Culver (1932) - Her First Mate (1933) - Counsellor at Law (1933) - Glamour (1934) - The Good Fairy (1935) - The Gay Deception (1935) - Barbary Coast (1935) (sense acreditar; substituït per Howard Hawks) - These Three (1936) - Desengany (Dodsworth) (1936) - Rivals (Come and Get It) (1936) - Punt mort (Dead End) (1937) | - Jezebel (1938) - Cims borrascosos (Wuthering Heights) (1939) - El foraster (The Westerner (1940) - La carta (The Letter) (1940) - La lloba (The Little Foxes) (1941) - Mrs. Miniver (1942) - The Memphis Belle: A Story of a Flying Fortress (1944) - Els millors anys de la nostra vida (The Best Years of Our Lives) (1946) - Thunderbolt! (1947) - The Heiress (1949) - La història d'un detectiu (Detective Story) (1951) - Carrie (1952) - Vacances a Roma (Roman Holiday) (1953) - 37 hores desesperades (The Desperate Hours) (1955) - La gran prova (Friendly Persuasion) (1956) - Grans horitzons (The Big Country) (1958) - Ben Hur (Ben-Hur) (1959) - La calúmnia (The Children's Hour) (1961) - El col·leccionista (The Collector) (1965) - How to Steal a Million (1966) - Funny Girl (1968) - No es compra el silenci (The Liberation of L.B. Jones) (1970) |